# ديفيد أوبري
ديفيد أوبري (بالفرنسية: David Aubry)‏ هو سباح فرنسي، ولد في 8 نوفمبر 1996 في سن جرمن آن له في فرنسا.

## وصلات خارجية
- ديفيد أوبري على موقع الاتحاد الدولي للسباحة (الإنجليزية)
- ديفيد أوبري على موقع SwimRankings.net (الإنجليزية)
- ديفيد أوبري على موقع أوليمبيديا (الإنجليزية)